# Шерингер, Рихард
Рихард Шерингер (нем. Richard Scheringer; 13 сентября 1904, Аахен — 9 мая 1986, Гамбург, ФРГ) — немецкий политик и военный, бывший офицер Рейхсвера, член национал-социалистической, затем коммунистической партии Германии.

## Биография
Сын прусского офицера, погибшего в 1915 году на Первой мировой войне. В 1919 году во время оккупации Рейнской области Францией активно боролся с сепаратистским движением, за что был арестован французами, бежал в неоккупированную часть Германии и был заочно приговорён к 10 годам тюрьмы.
В годы инфляции вступил в один из отрядов «Чёрного рейхсвера», затем перешёл в регулярный рейхсвер в чине лейтенанта артиллерийского полка в Ульме. В 1927 году сдал офицерский экзамен в артиллерийской школе. Здесь Р. Шерингер примкнул к НСДАП и организовал фашистскую ячейку, но был арестован. В 1930 году был приговорён к 18 месяцам тюремного заключения. Находясь в тюрьме проделал эволюцию от демагогической фашистской фразеологии до «Капитала» Маркса и программы коммунистической партии, с которыми он здесь впервые познакомился. Под влиянием заключённых совместно с ним коммунистов и прочитанных им впервые произведений Ленина, принял решение стать коммунистом. Оглашенная в рейхстаге декларация Р. Шерингера о переходе в КПГ сыграла большую агитационную роль. «Как солдат я присоединяюсь к пролетарскому фронту», — сказал он в заявлении. За это Р. Шерингер почти накануне окончания заключения по первому приговору был приговорён снова по обвинению в «государственной измене» (1932) к двум годам и восьми месяцам каторжной тюрьмы. После этого приговора стали возникать комитеты с требованиями амнистии Шерингера. Был освобождён в 1933 году. Стал известным пропагандистом компартии Германии.
В следующем году женился и имел 9 детей.
С 1940 по 1941 год служил офицером в 78-й пехотной дивизии во Франции и на Восточном фронте, затем был отправлен во временный отпуск. С осени 1944—1945 года снова служил на фронте.
Был членом КПГ, пока последняя не была запрещена в 1956 году, а затем объявлена незаконной в 1968 году.
С ноября по декабрь 1945 года работал статс-секретарем в Министерстве сельского хозяйства Баварии, а с июля по ноябрь 1946 года был членом баварского ландтага, руководил парламентской группой КПГ.
С 1952 года работал над «Программой национального воссоединения Германии», за что Федеральный суд приговорил его к лишению гражданских прав на пять лет и двум годам тюремного заключения. Однако, из-за болезни Р. Шерингер не отбывал наказание.
Автор мемуаров

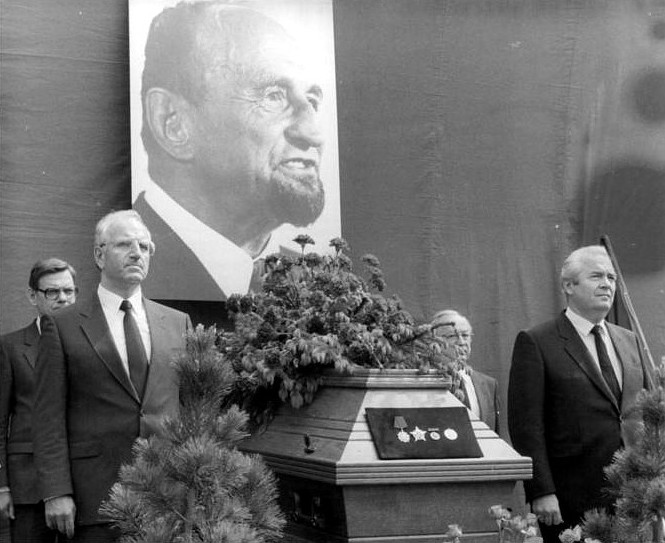
Похороны Р. Шерингера

- «Мой путь к красному фронту» (Пер. с нем. А. Лурье). — Харьков : Український робiтник, 1933.
- «Большой жребий — среди солдат, крестьян и повстанцев» (1959).

## Награды
- Медаль Карла фон Осецкого (Совет мира ГДР) (1964)
- Орден Карла Маркса (1974)
- Золотой Орден «Звезда дружбы народов» (1984)
- Гражданская медаль за особые заслуги.